# 창녕읍

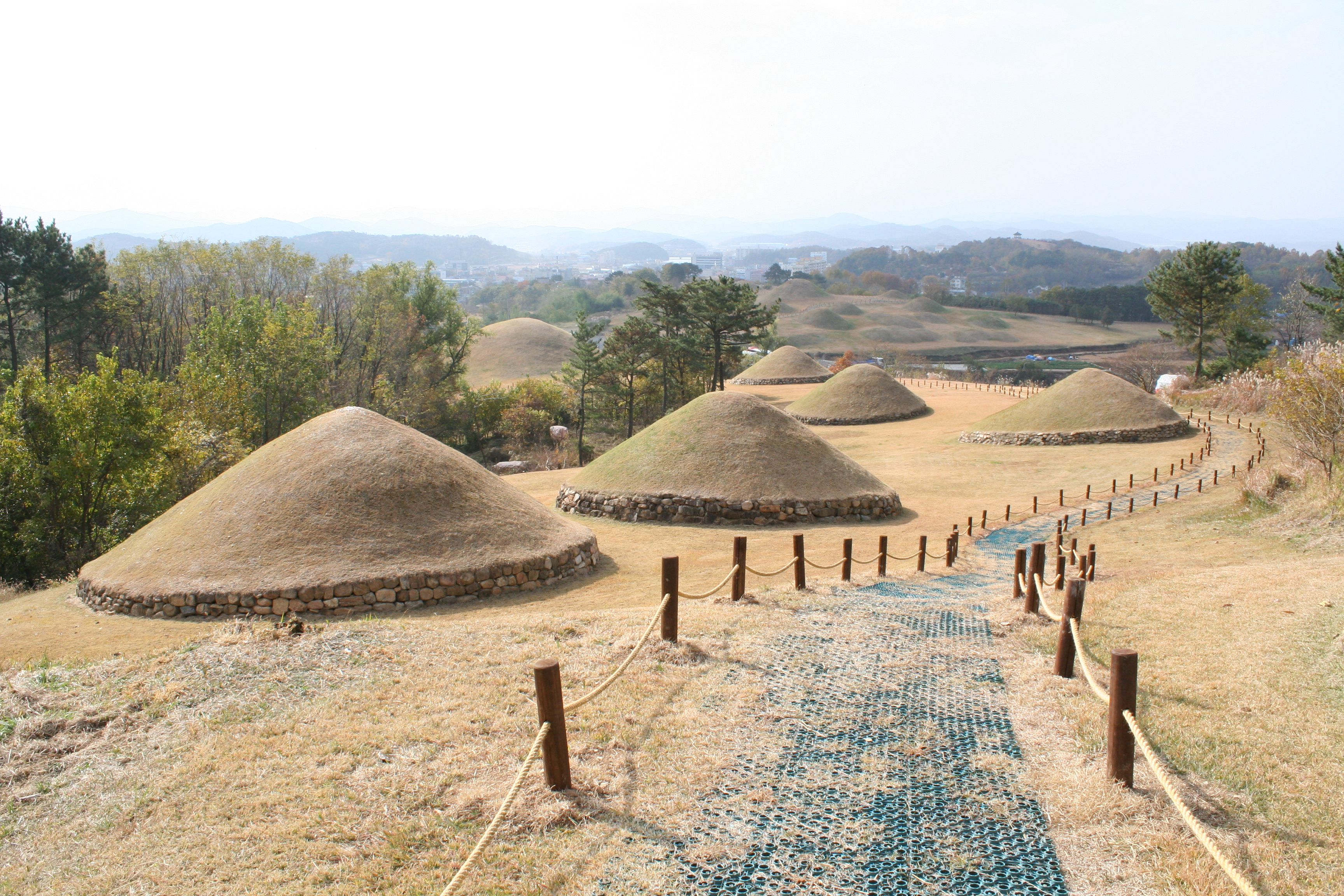
창녕 교동과 송현동 고분군

창녕읍(昌寧邑)은 대한민국 경상남도 창녕군의 행정구역이다. 창녕군의 행정, 산업, 교통의 중심지로 농산물 생산과 낙농업이 많은 지역이다. 창녕군의 거의 중앙에 위치하고있으며, 중부내륙고속도로와 5번, 24번 국도가 교차하는 교통의 요지이다.

## 개요
창녕읍은 창녕군의 동부에 위치하고 있으며, 동으로 밀양시 무안면과 북으로 고암면, 서부에는 대지면, 유어면과 남부는 계성면과 접하고 있다. 동부 산악은 화왕산을 위시한 산악지대이고 서부는 평야 지대로 고온다습한 기후로, 벼 농사를 위주로 양파, 마늘, 고추를 많이 생산하고 있다.

## 연혁
- 555년 신라 진흥왕 16년 : 비사벌로 칭함
- 757년 신라 경덕왕 16년 : 화왕군 읍내면
- 940년 고려 태조 : 창녕군 읍내면
- 1914년 4월 1일: 고암면 도야리, 하리를 편입
- 1918년 1월 1일 : 읍내면을 창녕면으로 개칭
- 1955년 7월 1일 : 창락면이 창녕면에 합병
- 1960년 1월 1일 : 창녕면에서 읍으로 승격

## 행정 구역
- 신촌리
- 말흘리
- 여초리
- 퇴천리
- 옥천리
- 외부리
- 용석리
- 조산리
- 송현리
- 직교리
- 탐하리
- 도야리
- 교하리
- 교상리
- 술정리
- 교리
- 하리

## 교육
- 명덕초등학교 (교리)
- 창녕초등학교 (말흘리)
- 창락초등학교 (폐교) - 창녕읍 창녕장마로 793 (퇴천리)
- 창녕중학교 (말흘리)
- 신창여자중학교 (술정리)
- 창녕여자중학교 (말흘리)
- 창녕여자고등학교 (말흘리)
- 창녕슈퍼텍고등학교 (말흘리)

## 문화재
- 창녕 술정리 서 삼층석탑
- 창녕 술정리 동 삼층석탑
- 창녕 석빙고
- 창녕 척경비
- 창녕 송현동 석불좌상
- 창녕 화왕산 도성암
- 창녕 객사
- 창녕 교동 고분군
- 창녕 인양사 조성비

## 아파트
| 단지명          | 건설사         | 시행사         | 주소                     | 입주        | 비고     |
| --------------- | -------------- | -------------- | ------------------------ | ----------- | -------- |
| 창녕 주공       | 남진건설㈜     | 대한주택공사   | 창녕읍 말흘5길 33        | 2007년 10월 | 국민임대 |
| 창녕 신우희가로 | ㈜신우종합토건 | ㈜신우산업개발 | 창녕읍 조산서재골로 69-3 | 2016년 6월  |          |

## 명소
당일 등산코스로 최적의 주변환경이 조성되어 있는 화왕산은 봄, 가을 주말과 화왕산 갈대제가 개최되는 10월에 전국에서 많은 등산객이 찾고 있으며 정상의 분지 지형의 억새 군락지와 가야시대때 축조한 화왕산성이 있으며 최근에는 MBC에서 방영되는 창사특집드라마 허준의 촬영세트장이 있어 추후로 좋은 관광자원이 될것으로 보인다.